# Douglas C-1
Die Douglas C-1 war ein Transportflugzeug des US-amerikanischen Herstellers Douglas Aircraft Company aus den 1920er Jahren. Die C-1 war das erste Flugzeug in dem von 1925 bis 1962 gültigen Bezeichnungssystem für militärische Transportflugzeuge. Die mit der 
XC-142 eigentlich beendete Sequenz wird jedoch seit 2005 weiter fortgesetzt. 

## Geschichte
Douglas erhielt 1925 vom War Department seinen ersten Auftrag zum Bau von Transportflugzeugen. Die erste C-1 führte ihren Erstflug am 2. Mai 1925 in Santa Monica durch. Bis Ende des Jahres waren alle neun bestellten Maschinen an den United States Army Air Service (USAAS) ausgeliefert, wovon ein Exemplar (25-426) versuchsweise mit einem Liberty V-1650-5 mit Planetengetriebe ausgerüstet und in C-1A umbenannt wurde. Die C-1A absolvierte ein Versuchsprogramm über einige Monate mit unterschiedlichen Triebwerksverkleidungen, Antrieben und Kufenfahrwerken, bevor sie wieder auf die Standardausstattung zurückgerüstet wurde. Sie behielt aber das modifizierte vergrößerte Seitenleitwerk. 
1926 bestellte der USAAS sieben verbesserte C-1C, die eine vergrößerte Spannweite, einen längeren Rumpf und ein umkonstruiertes Leitwerk aufwiesen. Zusätzlich wurden lärmmindernde Auspuffkrümmer verwendet und der bisher hölzerne Rumpfboden durch einen aus Metall ersetzt. Als Ambulanzflugzeug konnten vier Liegen transportiert werden. Zehn weitere C-1C wurden 1927 bestellt und im gleichen Jahr ausgeliefert. 

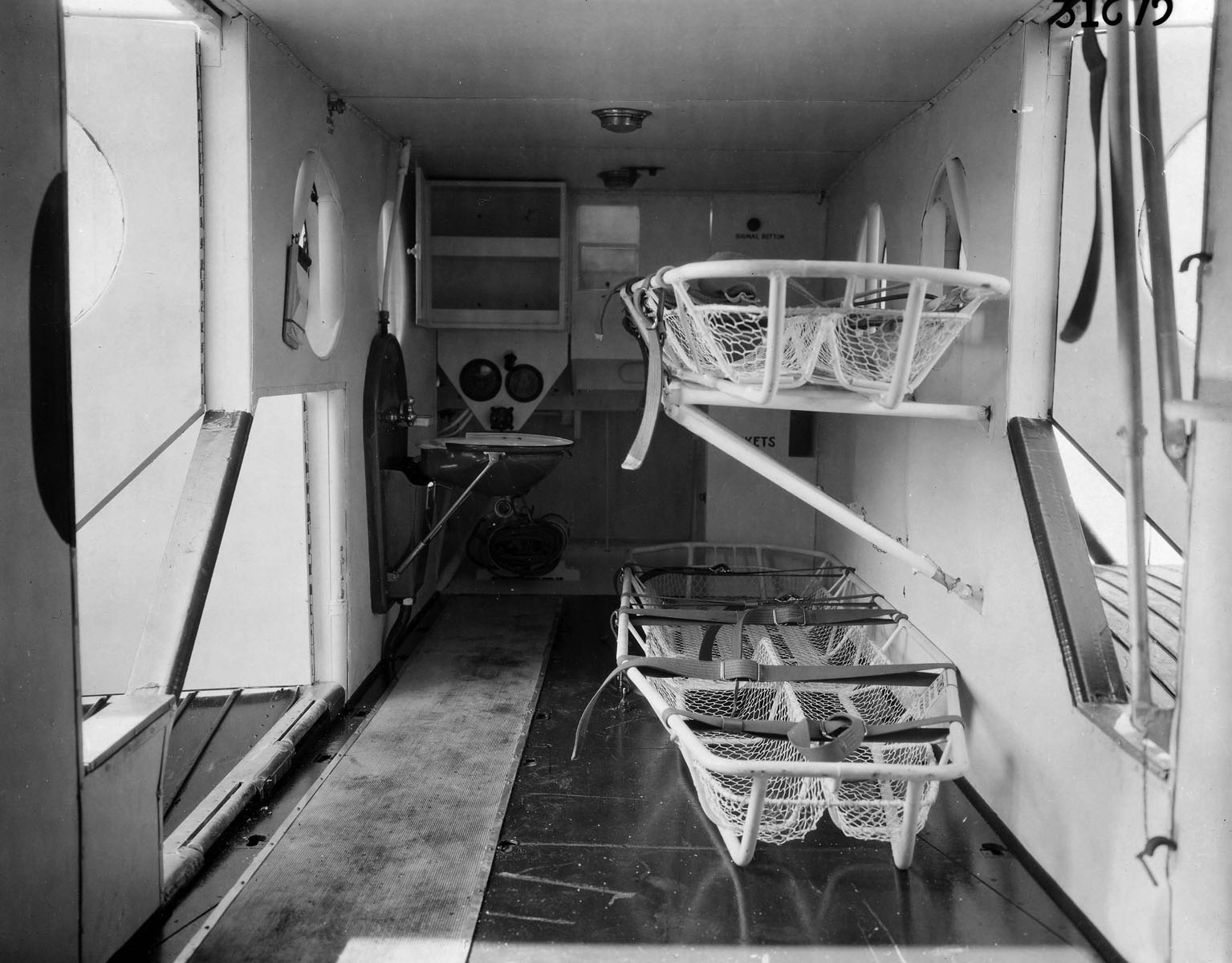
Innenansicht der Ambulanzausführung mit Blick nach vorne

Im Einsatz wurden sämtliche Maschinen nicht den Transporteinheiten zugeteilt, sondern einzeln oder in kleinen Gruppen auf Flugplätze verteilt. Eine C-1 (25-432) führte zusammen mit einer Fokker C-2 und einer speziell umgebauten Langstrecken-Boeing Model 95 (Boeing „Hornet Shuttle“) Luftbetankungsversuche durch. 1927 erhielt die C-1 auch eine Musterzulassung, es ist jedoch nicht bekannt, ob auch tatsächlich Exemplare zivil eingesetzt wurden. 

## Konstruktion
Die C-1 war im Aufbau den vorhergehenden Douglas-Mustern DWC und O-2 sehr ähnlich, besaß jedoch deutlich größere Abmessungen. Sie hatte ebenfalls eine geschweißte Rumpfstruktur mit einer Aluminium-Beplankung im Bereich vor der Tragflächenvorderkante. Der restliche Rumpfteil war mit Stoff bespannt. Pilot und Kopilot bzw. Flugmechaniker saßen nebeneinander in einem offenen Cockpit. Die geschlossene Passagierkabine mit einer Länge von 3,05 m, einer Breite von 1,17 m und 1,27 m Höhe hatte normalerweise sechs Sitzplätze, im Extremfall konnten auch acht Personen transportiert werden. Zum Frachttransport wurden die Sitze entfernt und über eine Klappe im Rumpfboden konnten auch sperrige Frachtstücke von der Größe eines Liberty-Triebwerks und einem Maximalgewicht von 1140 kg verladen werden.

## Technische Daten
| Kenngröße             | C-1                             | C-1C                            |
| --------------------- | ------------------------------- | ------------------------------- |
| Besatzung             | 2                               | 2                               |
| Passagiere            | 6 - 8                           | 6 - 8                           |
| Länge                 | 10,77 m                         | 10,97 m                         |
| Spannweite            | 17,25 m                         | 18,29 m                         |
| Höhe                  | 4,27 m                          | 4,27 m                          |
| Flügelfläche          | 74,8 m²                         | 74,3 m²                         |
| Leermasse             | 1740 kg                         | 1769 kg                         |
| Startmasse            | 2922 kg                         | 3362 kg                         |
| Reisegeschwindigkeit  | 137 km/h                        | 137 km/h                        |
| Höchstgeschwindigkeit | 187 km/h                        | 195 km/h                        |
| Dienstgipfelhöhe      | 4525 m                          | 4860 m                          |
| Reichweite            | 620 km                          | ?                               |
| Triebwerke            | ein Liberty V-1650-1 mit 435 PS | ein Liberty V-1650-1 mit 435 PS |